# ایکوما، نارا
ایکوما در استان نارا در کشور ژاپن  واقع شده‌است  که دارای جمعیت ۱۱۵٬۳۵۹ نفر و مساحت ۵۳٫۱۸ کیلومتر مربع با تراکم جمعیت ۲٬۱۶۹  نفر در کیلومترمربع است و در تاریخ ۱ نوامبر ۱۹۷۱ به عنوان شهر شناخته شد.

## نگارخانه

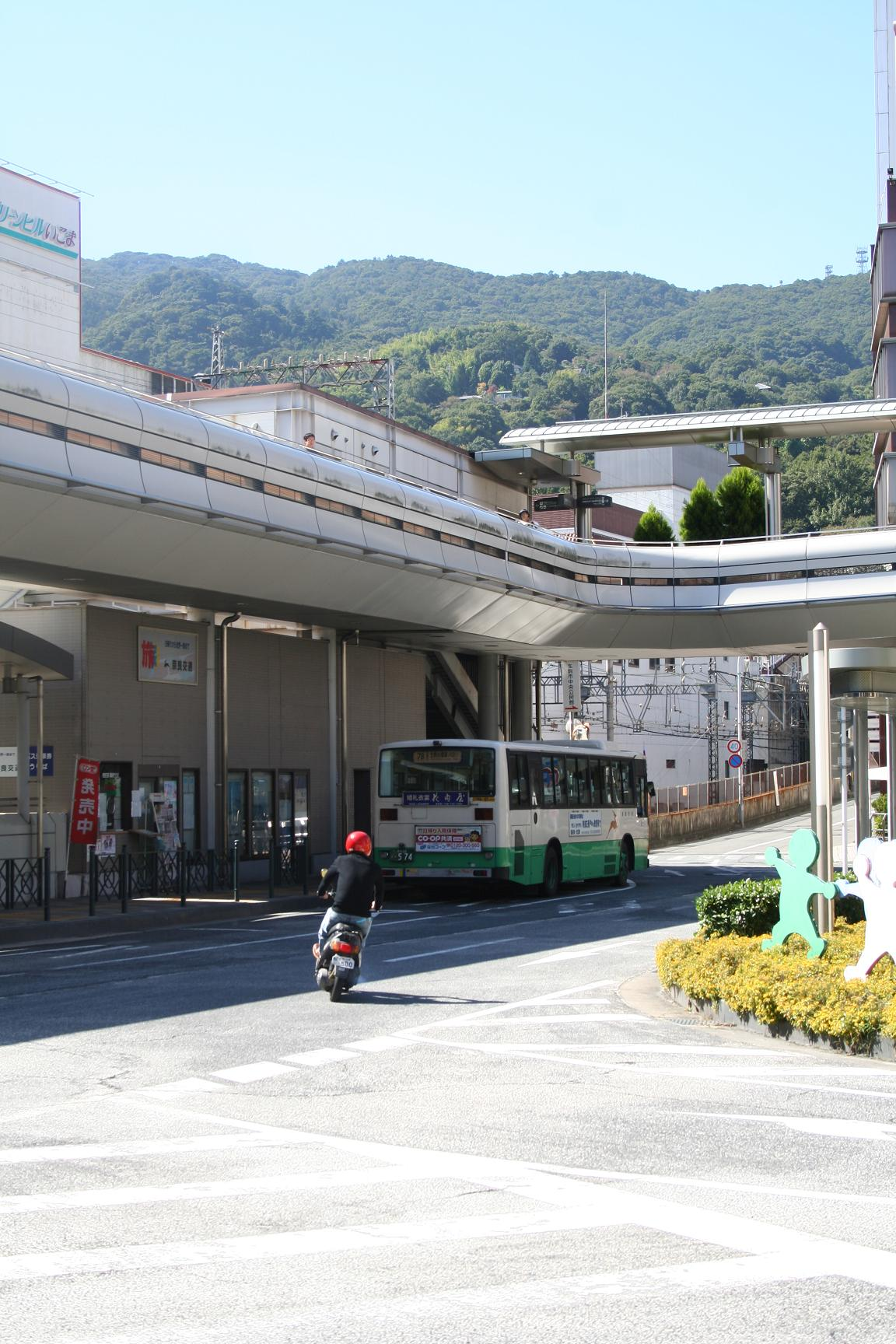
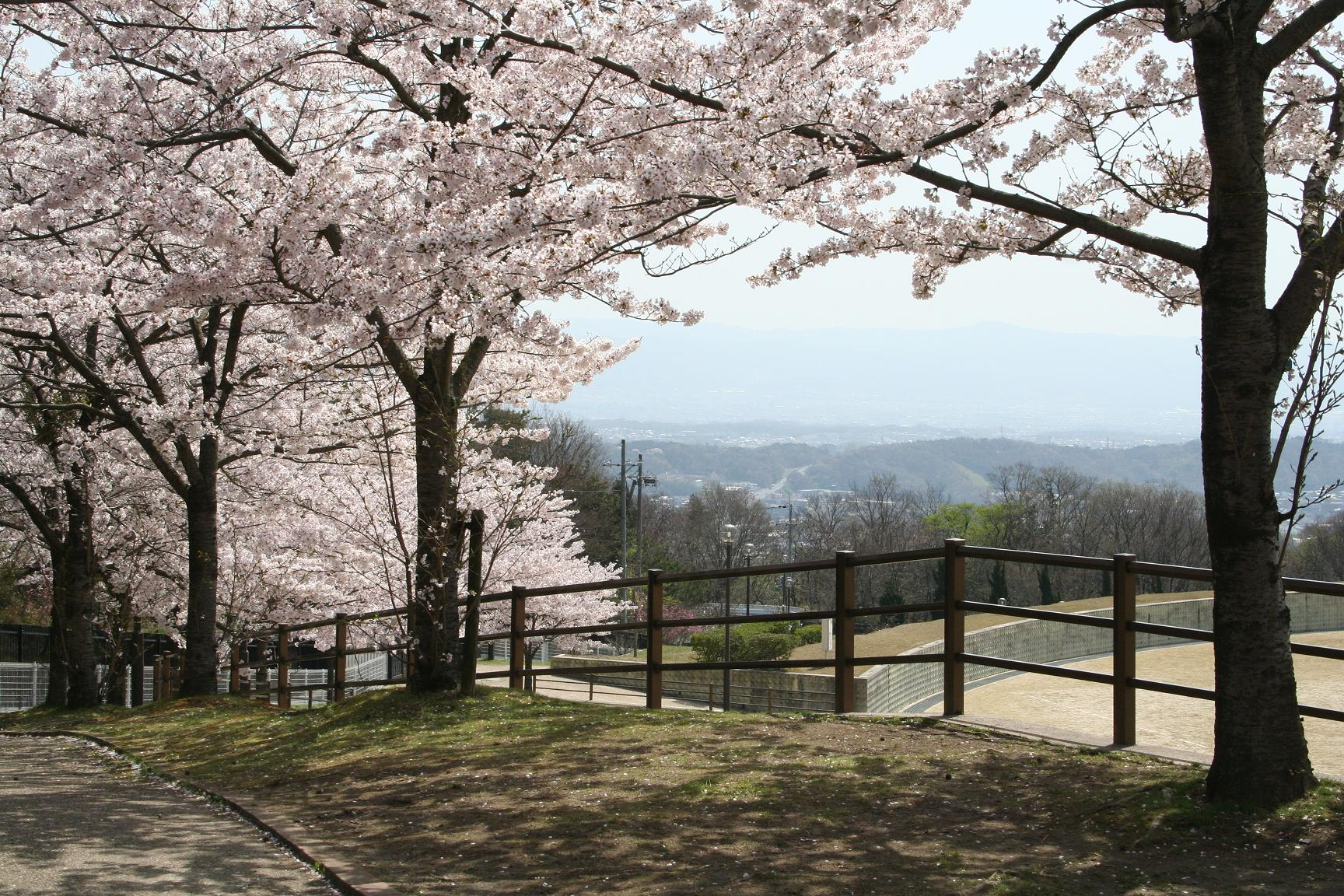
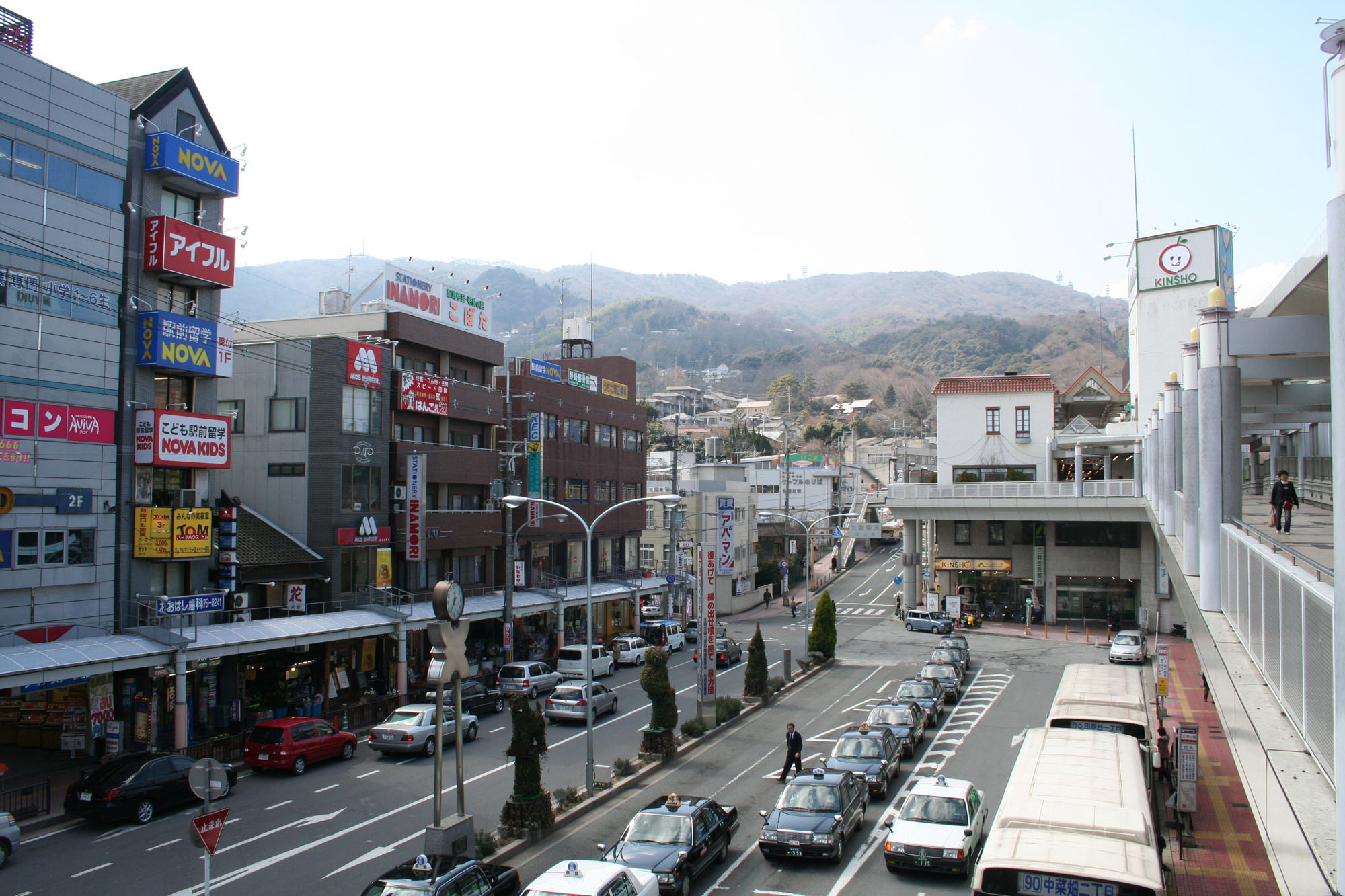
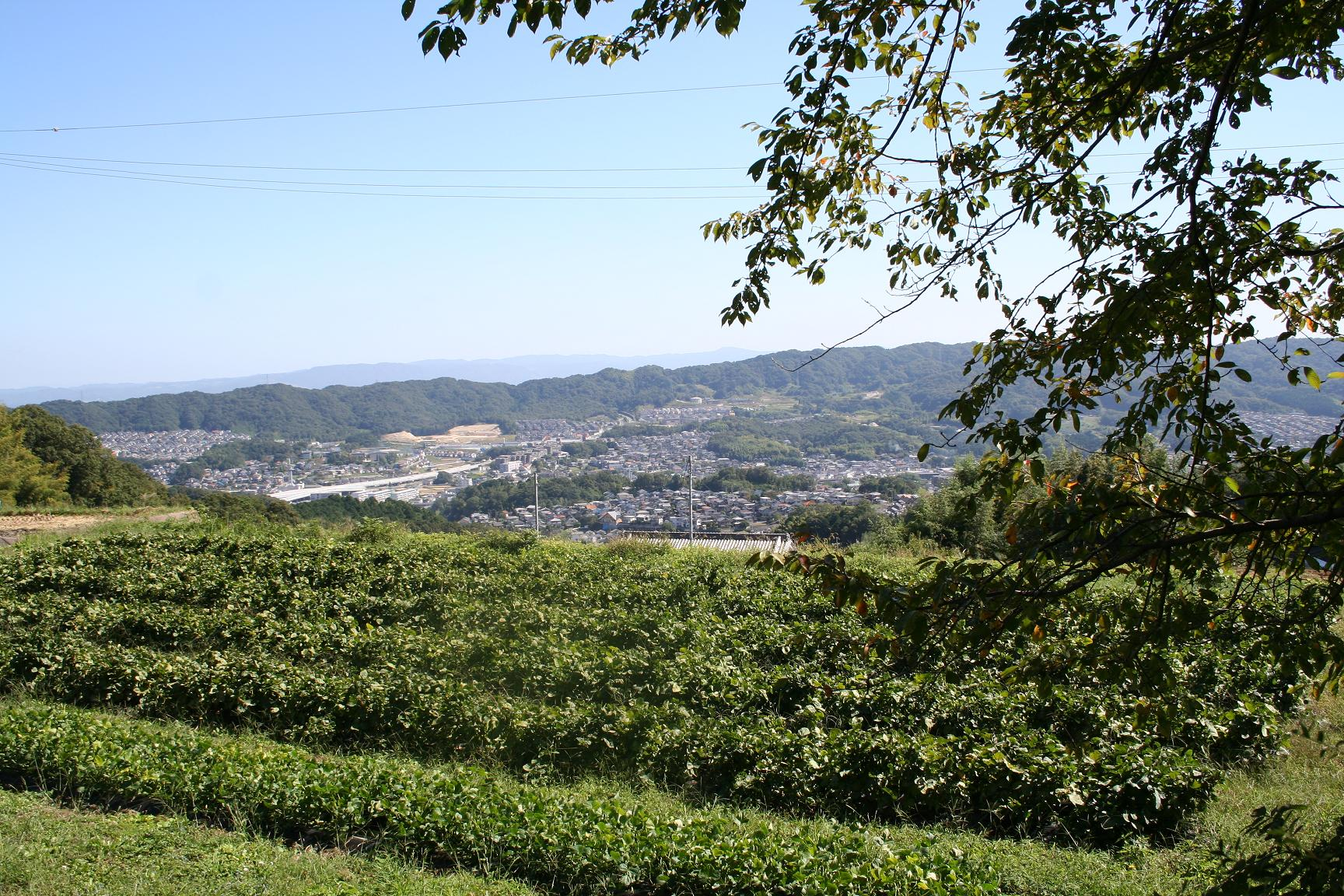